# Frédéric Mars (écrivain)
Pour les articles homonymes, voir Mars.
 (septembre 2023).
Si vous disposez d'ouvrages ou d'articles de référence ou si vous connaissez des sites web de qualité traitant du thème abordé ici, merci de compléter l'article en donnant les références utiles à sa vérifiabilité et en les liant à la section « Notes et références ».
Œuvres principales
- Romans
  - Qaanaaq
  - Diskø
  - Nuuk
  - Summit
  - La Breizh Brigade
  - Les Marcheurs
  - Le manuel du serial killer

Frédéric Mars, né en 1968  à Rueil-Malmaison, est un auteur français de romans, essais, documents et livres illustrés sur des sujets très variés. Il publie sous diverses identités, y compris en qualité de prête-plume. Sa famille est originaire de Saint-Malo, d'où son principal pseudonyme, Mo Malø. 

## Biographie
Frédéric Mars est né en 1968 à Rueil-Malmaison. Il fréquente le collège Saint-Nicolas-Passy-Buzenval et le Lycée Pasteur de Neuilly-sur-Seine, puis l'École des hautes études en sciences de l'information et de la communication (Celsa).
Après plusieurs années passées dans la presse magazine et diverses rédactions online (AlloCiné, Club-Internet, etc.) Frédéric Mars quitte le journalisme et la photo pour se consacrer uniquement à son travail d'auteur. Outre ses romans, il publie plus d'une soixantaine d'essais, documents et livres illustrés, sous diverses identités.
Il se fait connaître dans un premier temps pour ses ouvrages consacrés au couple, à la sexualité et aux nouveaux modes de rencontre. De sa collaboration avec l'illustratrice Pénélope Bagieu, naissent trois ouvrages, dont le Chamasutra et le Cahier d'exercices pour les adultes qui ont séché les cours d'éducation sexuelle. Il est le traducteur français de la collection de comédies érotiques Sex&Cie, d'Ania Oz (éditions J'ai lu).
À la même période, Il dirige plusieurs collections, en particulier pour le compte des éditions Tana et des éditions de l'Hèbe (Suisse), et anime pendant deux ans (2005-2006) une chronique dans l'émission Lahaie, l'amour et vous sur RMC Info.
Au début des années 2010, il apparaît sur la scène française du polar et du thriller, avec des romans assez divers : Le Sang du Christ, Non-Stop, Le manuel du serial killer, etc. Cet éclectisme, comme le nombre important de ses pseudonymes, contribue à sa singularité dans le paysage littéraire.
À la fin de cette même décennie, il publie une série de polars se situant au Groenland, sous  le pseudonyme de Mo Malø, : Qaanaaq (2018), Diskø (2019), Nuuk (2020) et Summit (2022) aux éditions de La Martinière.
En 2019, Frédéric Mars publie aux éditions Cosmopolis le thriller d'anticipation La Lame, récompensé par le Prix de l’Évêché 2020. La même année, il collabore avec le dessinateur d'extrême-droite et figure de la « fachosphère » Marsault pour son album de BD intitulé Les Recettes barbares.
Il intervient encore de manière régulière auprès de journalistes professionnels de presse écrite qu'il forme aux techniques du récit.
En marge de ses activités éditoriales, Frédéric Mars est le créateur du jeu de société Au pire, tu meurs !, un jeu de cartes et de bluff distribué par Asmodée / Novalis.